# Erik Staaf
Erik Staaf, hispanista sueco.

## Biografía
Estudioso de la lengua medieval castellana, y en particular del dialecto leonés (su libro Etude sur l'ancien dialecte léonais d'aprés des chartes du XIIIè siècle, paublicado en 1907, ha sido recientemente reimpreso en Oviedo, 1992) hizo importantes estudios sobre el Cantar de Mio Cid, y sostuvo que las pruebas sobre la rima del mismo no sirven para sostener la teoría de los dos autores del mismo que sostuvo Ramón Menéndez Pidal.

## Obras
- Etude sur l'ancien dialecte léonais d'aprés des chartes du XIIIè siècle, (1907; reimpreso en Oviedo, 1992).
- "Quelques remarques concernant les assonances dans le Poème du Cid", en Homenaje ofrecido a Menéndez Pidal: miscelánea de estudios lingüísticos, literarios e históricos, vol. II (1925), pp. 417-429.
- "Contribution a la syntaxe du pronom personnel dans le Poeme du Cid," Romanische forschungen, XXIII (1906).

- Datos: Q1354138
- Multimedia: Erik Schöne Staaff / Q1354138